# Saint-Julien-Chapteuil
 Saint-Julien-Chapteuil  es una población y comuna francesa, situada en la región de Auvernia, departamento de Alto Loira, en el distrito de Le Puy-en-Velay y cantón de Saint-Julien-Chapteuil.

## Demografía
| 1762 | 1646 | 1499 | 1569 | 1664 | 1804 |
| Para los censos de 1962 a 1999 la población legal corresponde a la población sin duplicidades (Fuente: INSEE [Consultar]) |      |      |      |      |      |